# Park Zakochanych w Erywaniu
Park Zakochanych w Erywaniu – jeden z parków miejskich znajdujących się w Erywaniu. 

## Charakterystyka

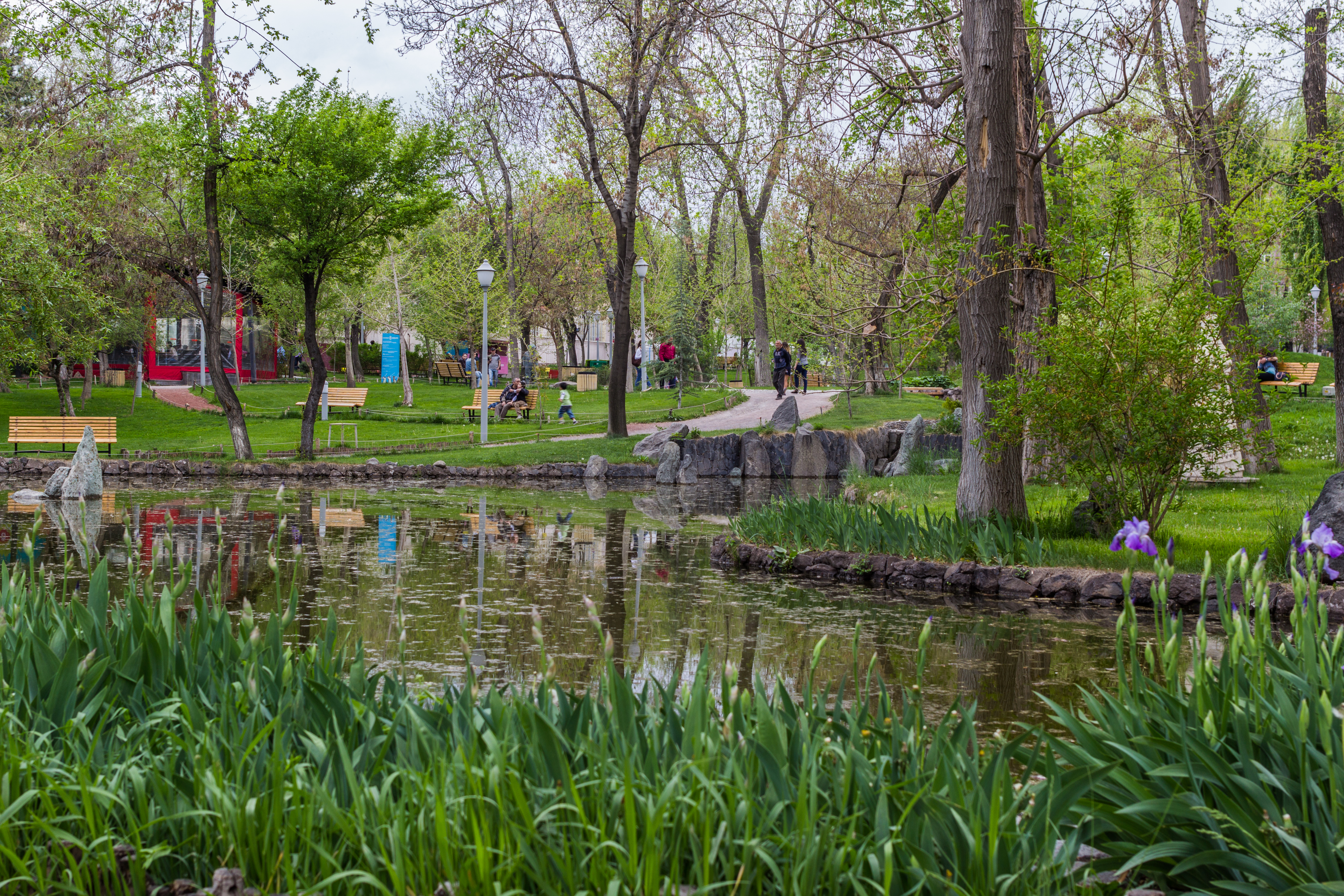
Staw w parku

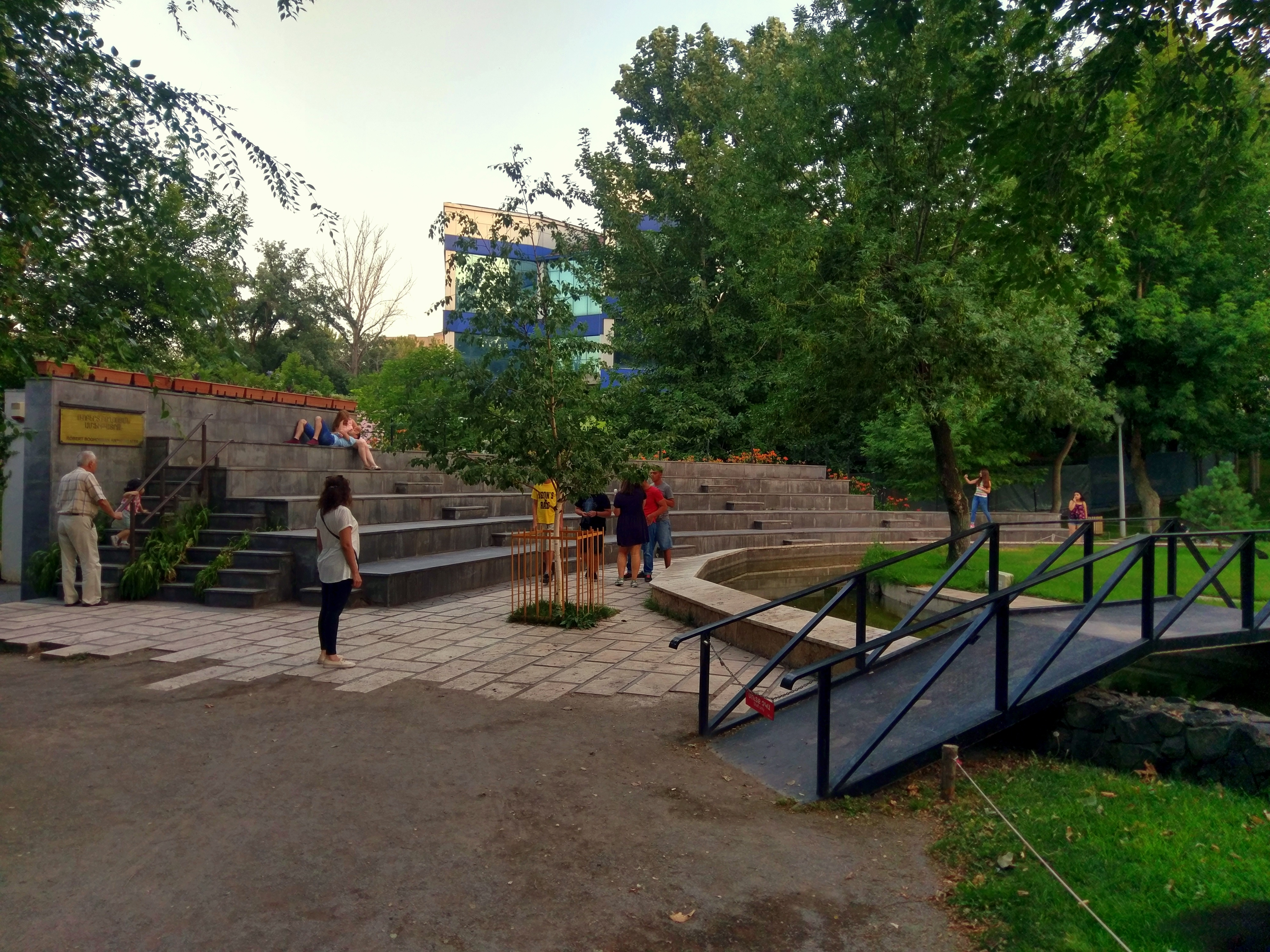
Parkowy amfiteatr

Park ten został założony w XVIII wieku, dawniej był znany jako Park Kozern (na cześć jednej z dzielnicy Erywania). W 1949 roku został przeprojektowany i przemianowany na Park Puszkina (na cześć Aleksandra Puszkina). W 1970 roku został przemianowany na Barekamutyun (Przyjaźń). W 1995 roku, po odzyskaniu niepodległości przez Armenię, park nazwano Parkiem Zakochanych (w drugiej połowie XX wieku park był jednym z najpopularniejszych miejsc spotkań zakochanych, najprawdopodobniej stąd pochodzi jego nazwa). W latach 2005–2008 park przeprojektowywano. W parku znajduje się niewielka kawiarnia i amfiteatr; w parku znajduje się także kilka stawów i wodospadów. Czasami odbywają się w nim uroczystości, plenerowe pokazy filmowe, koncerty, festiwale lub wystawy. Od 2010 roku w parku znajduje się pomnik Geworga Emina, armeńskiego poety i tłumacza.